# 게리 그레이

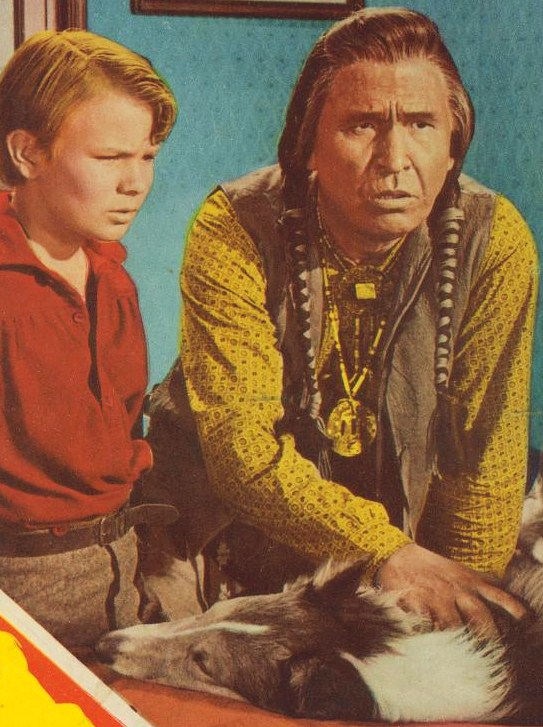

게리 그레이(Gary Gray, 1936년 12월 18일 ~ 2006년 4월 4일)는 미국의 배우, 텔레비전 배우, 사업가이다.
로스앤젤레스에서 태어났다.

## 영화
- 투 윅스 위드 러브 (1950년)
- 그레이트 러버 (1949년)
- 위스퍼링 스미스 (1948년)
- 레이첼과 이방인 (1948년)
- 리빙 인 어 빅 웨이 (1947년)
- 쓰리 리틀 걸스 인 블루 (1946년)
- 그들에겐 각자의 몫이 있다 (1946년)
- 더 화이트 클리프스 오브 도버 (1944년)
- 아윌 비 씨 유 (1944년)
- 세인트 루이스에서 만나요 (1944년)
- 천국은 기다려준다 (1943년)
- 선 밸리 세레나데 (1941년)